# Гедехаури, Зураб Гурамович
Зураб Гурамович Гедехаури (30 июля 1994, Тбилиси) — российский борец греко-римского стиля — супертяжёловес (до 130 кг), член сборной команды России, серебряный призёр чемпионата мира (2021), бронзовый призёр чемпионата Европы (2021), серебряный призёр Кубка мира (2016), победитель Кубка Европейских наций (2017), серебряный призер чемпионата мира среди студентов (2018), заслуженный мастер спорта России. 
. Представляет два региона г. Москва и Приморский край.

## Биография
Родился в Тбилиси в семье чемпиона мира 1987 года по греко-римской борьбе в весовой категории до 100 кг Гурама Ираклиевича Гедехаури. С детских лет живёт в Москве. Заниматься борьбой начал в 2004 году под руководством тренера Спортивной школы по греко-римской борьбе Московского городского физкультурно-спортивного объединения (МГФСО) Арама Саркисяна. Затем к подготовке борца подключился также тренер Леван Кезевадзе.
В 2011 году 16-летний Гедехаури стал вторым призёром на чемпионате мира среди юношей до 17 лет в Венгрии в весовой категории до 100 кг. С 2014 года вошёл в состав сборной команды России. Двукратный чемпион России среди студентов.
На командном Кубке мира 2016 года среди взрослых в Иране Гедехаури выиграл все схватки, сборная России стала второй после Ирана. На Кубке европейских наций в Москве Гедехаури был первым, на Абсолютном чемпионате России 2017 года в Воронеже завоевал бронзовую медаль, уступив в полуфинале.
Студент МИИТа по специальности «спортивный менеджмент». Не женат.

## Семья
Отец Гурам — советский борец классического стиля, чемпион и призёр чемпионатов СССР, чемпион мира, обладатель Кубка мира, участник летних Олимпийских игр 1988 года в Сеуле, Заслуженный мастер спорта СССР.

## Спортивные результаты
- Абсолютный чемпионат России по борьбе 2017 года — ;
- Чемпионат России по греко-римской борьбе 2018 года — ;
- Чемпионат России по греко-римской борьбе 2019 года — ;
- Чемпионат России по греко-римской борьбе 2020 года — ;
- Чемпионат России по греко-римской борьбе 2021 года — ;